# Campeonato Mundial de Natación en Piscina Corta de 2026
El XVIII Campeonato Mundial de Natación en Piscina Corta se celebrará en Pekín (China) en el año 2026 bajo la organización de la Federación Internacional de Natación (FINA) y la Federación China de Natación.